# انضمام ألبانيا إلى الاتحاد الأوروبي

الاتحاد الأوروبي باللون الأخضر بينما ألبانيا باللون البرتقالي

ألبانيا مدرجة في جدول الأعمال الحالي لتوسيع الاتحاد الأوروبي في المستقبل. تقدمت ألبانيا بطلب للحصول على عضوية الاتحاد الأوروبي في 28 أبريل 2009، ومنذ يونيو 2014 كان مرشحًا رسميًا للانضمام. بدأت محادثات الانضمام في مارس 2020.
تتلقى ألبانيا حاليًا 1.2 مليار يورو من المساعدات التنموية من أداة المساعدة قبل الانضمام، وهي آلية تمويل للبلدان المرشحة للانضمام إلى الاتحاد الأوروبي.

## لمحة
تم الاعتراف رسميًا من قبل الاتحاد الأوروبي بأنها «دولة مرشحة محتملة» في عام 2000 ، وبدأت ألبانيا المفاوضات حول اتفاقية الاستقرار والمشاركة (SAA) في عام 2003. تم الاتفاق على هذا بنجاح والتوقيع عليه في 12 يونيو 2006، وبذلك استكملت الخطوة الرئيسية الأولى نحو عضوية ألبانيا الكاملة في الاتحاد الأوروبي. تقدمت ألبانيا بطلب للحصول على عضوية الاتحاد الأوروبي في 28 أبريل 2009.
في أعقاب خطوات انضمام البلدان إلى الاتحاد الأوروبي في عام 2004، انخرطت ألبانيا على نطاق واسع مع مؤسسات الاتحاد الأوروبي، وانضمت إلى الناتو كعضو كامل العضوية في عام 2009.
بعد طلب ألبانيا لعضوية الاتحاد الأوروبي، طلب مجلس الاتحاد الأوروبي من المفوضية الأوروبية في 16 نوفمبر 2009 إعداد تقييم حول استعداد ألبانيا لبدء مفاوضات الانضمام. في 16 ديسمبر 2009، قدمت المفوضية الأوروبية استبيانًا بشأن التحضير للانضمام إلى الحكومة الألبانية. قدمت ألبانيا إجاباتها في 14 أبريل 2010. في 5 ديسمبر 2013، أوصى اجتماع أعضاء البرلمان الأوروبي المجلس بمنح وضع ألبانيا المرشح.
في 23 يونيو 2014، في ظل الرئاسة اليونانية للاتحاد الأوروبي، وافق مجلس الاتحاد الأوروبي على منح وضع مرشح ألبانيا، والذي وافق عليه المجلس الأوروبي بعد أيام قليلة.
أوصت المفوضية الأوروبية بأن يفتح الاتحاد الأوروبي محادثات العضوية مع ألبانيا في تقييم نوفمبر 2016. في يونيو 2018 ، وافق المجلس الأوروبي على مسار لبدء محادثات الانضمام مع ألبانيا بحلول نهاية عام 2019.
يأتي انضمام ألبانيا إلى الاتحاد الأوروبي مصحوبًا بانضمام مقدونيا الشمالية إلى الاتحاد الأوروبي. يشترط على ألبانيا بعض الشروط المسبقة لبدء مفاوضات الانضمام، مثل إقرار إصلاحات في نظام العدالة، وقانون انتخابي جديد، وفتح محاكمات للقضاة الفاسدين، واحترام حقوق الإنسان للأقلية اليونانية.
في مايو 2019 ، كرر المفوض الأوروبي يوهانس هان هذه التوصية. ومع ذلك، قرر مجلس الشؤون العامة في الاتحاد الأوروبي، في يونيو / حزيران، تأجيل قراره بشأن فتح المفاوضات إلى أكتوبر / تشرين الأول، بسبب اعتراضات عدد من الدول بما في ذلك هولندا وفرنسا. تم تأجيل القرار مرة أخرى في أكتوبر. في 25 مارس 2020، قرر مجلس الاتحاد الأوروبي فتح مفاوضات الانضمام، والتي أقرها المجلس الأوروبي في اليوم التالي.

## التسلسل الزمني للعلاقات مع الاتحاد الأوروبي
| التاريخ        | الحدث |
| -------------- | --- |
| 1992           | وُقِعَت اتفاقية تجارة بين الاتحاد الأوروبي وألبانيا، وأصبحت ألبانيا مؤهلة للحصول على تمويل في إطار برنامج الاتحاد الأوروبي فير. |
| 1997           | وضع مجلس الوزراء الأوروبي شروطاً لتطوير العلاقات الثنائية بين ألبانيا والاتحاد الأوروبي. |
| 1999           | اقترح الاتحاد الأوروبي عملية الاستقرار والمشاركة الجديدة (SAP) لخمسة دول في جنوب شرق أوروبا، بما في ذلك ألبانيا. بدءًا من عام 1999، استفادت ألبانيا من نظام الأفضليات التجارية المستقلة مع الاتحاد الأوروبي. |
| 2000           | إزالة الرسوم الجمركية على المنتجات الألبانية في أسواق الاتحاد الأوروبي. |
| يونيو 2000     | صرح المجلس الأوروبي بأن جميع الدول المشاركة في اتفاقية الاستقرار والمشاركة (SAP) هي "مرشحة محتملة" لعضوية الاتحاد الأوروبي. |
| نوفمبر 2000    | في قمة زغرب، تم اعتماد اتفاقية SAP رسميًا من قبل الاتحاد الأوروبي ودول غرب البلقان (بما في ذلك ألبانيا). |
| 2001           | السنة الأولى من برنامج CARDS الجديد المصمم خصيصًا لدول SAP. |
| يناير 2001     | أوصت المفوضية بإجراء مفاوضات حول اتفاقية تحقيق الاستقرار والمشاركة (SAA) مع ألبانيا. دعا مجلس غوتنبرغ الأوروبي المفوضية إلى تقديم مسودة توجيهات تفاوضية للتفاوض بشأن SAA. |
| 31 يونيو 2003  | تم اعتماد التوجيهات الخاصة بالتفاوض بشأن SAA مع ألبانيا. أطلق رئيس المفوضية برودي رسميًا المفاوضات حول اتفاقية SAA بين الاتحاد الأوروبي وألبانيا. |
| يونيو 2003     | في قمة ثيسالونيكي، تم تأكيد SAP كسياسة الاتحاد الأوروبي لغرب البلقان وتم تأكيد منظور الاتحاد الأوروبي لهذه البلدان (بدأت الدول المشاركة في SAP في التأهل للانضمام إلى الاتحاد الأوروبي وستنضم إلى الاتحاد الأوروبي بمجرد أن تصبح جاهزة). |
| ديسمبر 2005    | اتخذ المجلس القرار بشأن مبادئ الشراكة الأوروبية مع ألبانيا. |
| 12 يوليو 2006  | تم التوقيع على SAA في مجلس الشؤون العامة والعلاقات الخارجية في لوكسمبورغ. |
| 9 نوفمبر 2006  | قررت المفوضية الأوروبية بدء مفاوضات تسهيل التأشيرة مع ألبانيا. |
| 13 أبريل 2007  | تم توقيع اتفاقية تسهيل التأشيرة في زغرب. نُقل عن مفوض الاتحاد الأوروبي الموقع فرانكو فراتيني قوله إن هذه هي الخطوة الأولى نحو الإلغاء الكامل لمتطلبات التأشيرة وحرية تنقل المواطنين الألبان في الاتحاد الأوروبي. |
| 1 يناير 2008   | دخلت اتفاقية تسهيل التأشيرة حيز التنفيذ |
| 7 مارس 2008    | افتتح مفوض الاتحاد الأوروبي فرانكو فراتيني أثناء وجوده في تيرانا الحوار نحو تحرير نظام التأشيرات بين ألبانيا والاتحاد الأوروبي. |
| 1 أبريل 2009   | دخلت اتفاقية الاستقرار والمشاركة (SAA) حيز التنفيذ |
| 28 أبريل 2009  | تقدمت ألبانيا رسمياً لعضوية الاتحاد الأوروبي. |
| 16 نوفمبر 2009 | طلب مجلس الاتحاد الأوروبي من المفوضية الأوروبية إعداد تقييم حول استعداد ألبانيا لبدء مفاوضات الانضمام. وقدمت اللجنة استبياناً بشأن التحضير للانضمام إلى الحكومة الألبانية. |
| 14 أبريل 2010  | قدمت ألبانيا إجابات على استبيان المفوضية الأوروبية، ولكن لم يتم منح وضع الترشيح من قبل الاتحاد الأوروبي في ديسمبر 2010 بسبب خلاف سياسي طويل الأمد في البلاد. |
| 27 مايو 2010   | اقترحت المفوضية الأوروبية السفر بدون تأشيرة لألبانيا. سمح الاقتراح المعتمد لمواطني ألبانيا بالسفر إلى دول شنغن دون الحاجة إلى تأشيرة قصيرة الأجل. |
| 8 نوفمبر 2010  | وافق مجلس الاتحاد الأوروبي على السفر بدون تأشيرة إلى منطقة شنغن للمواطنين الألبان. |
| 15 ديسمبر 2010 | تحرير التأشيرة دخل حيز التنفيذ للمواطنين الألبان. |
| 10 أكتوبر 2012 | أوصت المفوضية الأوروبية بمنح ألبانيا وضع مرشح الاتحاد الأوروبي، بشرط استكمال الإجراءات الرئيسية في بعض المجالات. |
| أغسطس 2012     | رفض البرلمان الألباني اقتراحًا بإلغاء الحصانة عن أعضاء البرلمان والوزراء والأشخاص في بعض المناصب الرسمية الأخرى. طلب الاتحاد الأوروبي إلغاء هذا إلى جانب 11 قضية رئيسية أخرى ، لذلك تأخر وضع المرشح أكثر. ومع ذلك، في سبتمبر 2012، تم تمرير تعديل دستوري للحد من حصانة البرلمانيين. |
| أكتوبر 2012    | قيمت المفوضية الأوروبية التقدم الذي أحرزته ألبانيا للامتثال لـ 12 شرطًا رئيسيًا لتحقيق وضع المرشح الرسمي وبدء مفاوضات الانضمام. وخلص التقرير إلى أنه إذا تمكنت ألبانيا من إجراء انتخابات برلمانية نزيهة وديمقراطية في يونيو 2013 ، ونفذت أيضًا التغييرات المتبقية للامتثال للأولويات الرئيسية الثماني التي لم يتم الوفاء بها بالكامل، فإن مجلس الاتحاد الأوروبي سيوصي بمنح مرشح رسمي ألبانيا الحالة. |
| 23 مايو 2013   | أجريت انتخابات في ألبانيا وصفت بأنها حرة ونزيهة. |
| 16 أكتوبر 2013 | أصدرت المفوضية الأوروبية تقاريرها السنوية حول الدول الأعضاء المحتملين والتي خلصت إلى أن الانتخابات الألبانية جرت "بطريقة منظمة" وأنه تم إحراز تقدم في تلبية الشروط الأخرى؛ على هذا النحو، أوصت بمنح وضع مرشح لألبانيا. |
| 5 ديسمبر 2013  | في اجتماع أعضاء البرلمان الأوروبي، أوصي بأن "... يجب على المجلس الاعتراف بالتقدم الذي أحرزته ألبانيا من خلال منحها وضع المرشح دون تأخير لا داعي له". ومع ذلك، ظلت عدة دول، بما في ذلك الدنمارك وهولندا، معارضة لمنح وضع مرشح ألبانيا حتى تثبت أن التقدم الأخير الذي أحرزته يمكن أن يستمر. ونتيجة لذلك ، وافق مجلس الاتحاد الأوروبي، في اجتماعه في ديسمبر 2013، على تأجيل القرار بشأن وضع المرشح حتى يونيو 2014. |
| 24 مايو 2014   | في ظل الرئاسة اليونانية للاتحاد الأوروبي، وافق مجلس الاتحاد الأوروبي على منح وضع مرشح ألبانيا، الذي وافق عليه المجلس الأوروبي بعد بضعة أيام. تزامن ذلك مع الذكرى العاشرة لـ "جدول أعمال 2014"، التي اقترحتها الحكومة اليونانية في عام 2004، كجزء من قمة الاتحاد الأوروبي وغرب البلقان في ثيسالونيكي، لتعزيز اندماج جميع دول غرب البلقان في الاتحاد الأوروبي. |
| مارس 2015      | في الاجتماع الخامس "للحوار رفيع المستوى" بين ألبانيا والاتحاد الأوروبي ، أبلغ مفوض الاتحاد الأوروبي المعني بالتوسع ( جوهانس هان ) ألبانيا أن تحديد تاريخ بدء مفاوضات الانضمام لا يزال يتطلب تلبية الشرطين التاليين: 1) الحكومة بحاجة إلى إعادة فتح الحوار السياسي مع المعارضة البرلمانية، 2) يجب على ألبانيا تقديم إصلاحات نوعية لجميع المجالات الرئيسية الخمسة المحددة سابقًا والتي لم يتم الالتزام بها بعد (الإدارة العامة، سيادة القانون، الفساد، الجريمة المنظمة، الحقوق الأساسية ). حظي هذا الموقف الرسمي بدعم كامل من البرلمان الأوروبي من خلال تمريره لتعليق القرار في أبريل 2015 ، التي اتفقت مع جميع الاستنتاجات التي خلص إليها التقرير المرحلي الأخير للجنة لعام 2014 بشأن ألبانيا. أوضح رئيس الوزراء الألباني أن الخطوة التالية لحكومته ستكون تقديم تقرير تفصيلي عن التقدم المحرز في تنفيذ الإصلاحات الرئيسية الخمسة إلى اللجنة في خريف 2015، ثم توقع أن تبدأ مفاوضات الانضمام بعد ذلك بوقت قصير - قبل نهاية عام 2015. |
| 22 يوليو 2016  | وافق البرلمان الألباني على التعديلات الدستورية الخاصة بإصلاحات العدالة. |
| 9 ديسمبر 2016  | أوصت اللجنة ببدء المفاوضات. |
| 26 ديسمبر 2016 | أعلنت ألمانيا أنها ستستخدم حق الفيتو ضد مفاوضات الإنضمام في 2018. |
| بداية 2017     | في البرلمان الأوروبي حذر قادة الحكومة أن الانتخابات البرلمانية التي جرت في يونيو يجب أن تكون "حرة ونزيهة" قبل المفاوضات قد تبدأ في الاعتراف البلاد إلى الاتحاد. كما أعرب أعضاء البرلمان الأوروبي عن قلقهم بشأن "العدالة الانتقائية والفساد والمدة الإجمالية للإجراءات القضائية والتدخل السياسي في التحقيقات والقضايا المعروضة على المحاكم" لكن البيان الصحفي للاتحاد الأوروبي أعرب عن بعض التفاؤل: "من المهم لألبانيا الحفاظ على زخم الإصلاح الحالي و يجب أن نكون مستعدين لدعمها قدر الإمكان في هذه العملية". |
| ديسمبر 2018    | صرح رئيس الوزراء اليوناني أليكسيس تسيبراس أن احترام حقوق الأقلية اليونانية في ألبانيا هو شرط مسبق لدخول ألبانيا إلى الاتحاد الأوروبي. |
| يونيو 2019     | أوصى المفوض الأوروبي يوهانس هان بأن يفتح الاتحاد الأوروبي محادثات العضوية مع ألبانيا. في 1 يونيو 2019، حدد المجلس الطريق لفتح مفاوضات الانضمام، ويعتقد أن المحادثات ستبدأ بعد ذلك بوقت قصير. |
| سبتمبر 2019    | وضعت ألمانيا شروطاً لقبول ألبانيا في الاتحاد الأوروبي، منها: إصلاحات في نظام العدالة، ومواصلة مكافحة الاتجار غير المشروع بالمخدرات، وهو قانون انتخابي جديد، وإنشاء SPAK، تعمل من المحكمة الدستورية وعلى المحكمة العليا، وتعيين النائب العام الجديد، محاكمات للقضاة الفاسدين، وكذلك إسقاط بعض طموحات ألبانيا الكبرى. |
| 24 مارس 2020   | توصل وزراء الاتحاد الأوروبي إلى اتفاق سياسي بشأن بدء محادثات الانضمام مع ألبانيا ومقدونيا الشمالية. |

## المصادقة على اتفاقية الاستقرار والمشاركة (SAA)

### ضوابط الحدود
في 1 يناير 2008، دخلت اتفاقيات تيسير التأشيرة بين ألبانيا والاتحاد الأوروبي حيز التنفيذ. تلقت ألبانيا خارطة طريق من الاتحاد الأوروبي لمزيد من تحرير التأشيرات مع دول شنغن في يونيو 2008.
بدأت ألبانيا في إصدار جوازات السفر البيومترية في 24 مايو 2009، والتي تم تصميمها لتتوافق مع إرشادات الاتحاد الأوروبي. في 8 نوفمبر 2010 وافق مجلس الاتحاد الأوروبي على السفر بدون تأشيرة إلى الاتحاد الأوروبي لمواطني ألبانيا. دخل القرار حيز التنفيذ في 15 ديسمبر 2010.
في عام 2011، دفع الاتحاد الأوروبي 6 ملايين يورو لبناء أو تجديد نقاط العبور الحدودية ومراكز الشرطة الحدودية لمساعدة ألبانيا في مكافحة الجريمة المنظمة والاتجار غير المشروع.